# Elystan Morgan, Baron Elystan-Morgan
Dafydd Elystan Elystan-Morgan, Baron Elystan-Morgan (* 7. Dezember 1932 in Ceredigion; † 7. Juli 2021) bekannt als Elystan Morgan, war ein aus Wales stammender britischer Politiker, der zunächst Plaid Cymru und danach der Labour Party angehörte.

## Leben und Karriere
Dafydd Elystan-Morgan wurde am 7. Dezember 1932 in Ceredigion als Sohn von Dewi und Olwen Morgan geboren. Er besuchte die Ardwyn Grammar School in Aberystwyth.
1953 graduierte er am University College of Wales der Aberystwyth University mit einem Bachelor of Laws (LL.B.). Er wurde 1957 Anwalt (Solicitor). Von 1958 bis 1968 war er Partner bei Wrexham.
Am 7. Juli 2021 starb Elystan-Morgan im Alter von 88 Jahren in seinem Hause.

## Politik
Elystan-Morgan begann seine politische Karriere bei Plaid Cymru, für die er im Frühjahr 1955 bei einer Nachwahl im Wahlkreis Wrexham und später im Mai 1955 und erneut bei der im Mai 1959 für das Unterhaus antrat. 1964 kandidierte er im Wahlkreis Merioneth. Er galt zeit seines Lebens als Verfechter der Verlagerung politischer Kompetenzen von London weg an gewählte Vertretungen in den Regionen. 1965 trat Elystan-Morgan in die Labour Party ein und wurde bei der Unterhauswahl 1966 für den Wahlkreis Cardiganshire in Wales ins Unterhaus gewählt. Er war von 1968 bis 1970 Junior Minister als Under-Secretary im Home Office. Er war Vorsitzender (Chairman) der Welsh Parliamentary Labour Party von 1971 bis 1974.
Bei der Unterhauswahl Februar 1974 verlor Elystan-Morgan seinen Sitz an den Liberalen Geraint Howells.
Von 1970 bis 1972 war er stellvertretender Oppositionssprecher für Inneres und von 1972 bis 1974 für walisische Angelegenheiten.
1971 wurde er von der Anwaltskammer Gray’s Inn als Barrister zugelassen.
Von 1983 bis 1987 war er Recorder beim Wales & Chester Circuit, sowie von 1987 bis 2003 Bezirksrichter (Circuit Judge). Von 1989 bis 2003 war er Deputy High Court Judge.
Von 1966 bis 1974 war er Vorsitzender (Chair) der Welsh Local Government Association. Von 1970 bis 1974 war er dies bei der Association of Welsh Local Authorities. Elystan-Morgan bekleidete verschiedene Ämter an der Aberystwyth University. Von 1990 bis 1997 war er Vizepräsident (Vice-President) und von 1997 bis 2007 Präsident.
Er lebte in Ceredigion, Dyfed (Stand: 2003).
Elystan-Morgan war unabhängiger Vorsitzender eines Forwarding Group Committee, das von der University of Wales, der University of Wales Trinity/St Davids und der University of Swansea Metropolitan gegründet wurde. Dadurch soll eine mögliche Zusammenlegung dieser Institutionen erforscht werden.
Er war Präsident der School of Welsh Legal Studies seit 1999 und Präsident auf Lebenszeit (Life President) des Bow Street FC, Dyfed seit 1980.

## Mitgliedschaft im House of Lords
Elystan-Morgan wurde am 27. Mai 1981 zum Life Peer als Baron Elystan-Morgan, of Aberteifi in the County of Dyfed ernannt.
Seine Antrittsrede im House of Lords hielt er am 22. Juni 1981.
Von 1981 bis 1987 vertrat er dort die Labour Party. Später wurde er Crossbencher.
Von 1983 bis 1987 war er Sprecher der Opposition für innere und rechtliche Angelegenheiten (Home Affairs and Legal Affairs).
In den 1980er Jahren meldete er sich zu Bedingungen in Gefängnissen, Abrüstungsgesprächen, Energietarifen und vorbeugenden Maßnahmen gegen Vergewaltigungen zu Wort. In den 1990er Jahren sprach er nicht im Oberhaus, erst in den 2000er-Jahren erfolgten wieder Wortmeldungen.
Seine Anwesenheit bei Sitzungstagen lag im Zeitraum ab der Sitzungsperiode 2001/2002 zunächst im geringen ein-, später im zweistelligen Bereich. Ab der Sitzungsperiode 2007/2008 war er wieder regelmäßiger anwesend.

## Wirken in der Öffentlichkeit
Am 6. März 2007 unterstützte er die Abschaffung der britischen Blasphemiegesetze und zitierte Richard Dawkins Beschreibung von Gott als „ein kleinlicher, ungerechter, unversöhnlicher Kontrollfreak, ein rachsüchtiger, blutrünstiger Tyrann“.
Im Dezember 2009 gehörte er zu den höchsten Beziehern von Spesenaufwendungen.

## Ehrungen
1991 wurde Elystan-Morgan Honorary Fellow der Aberystwyth University.

## Familie
1959 heiratete er Alwen Roberts, die Tochter von William E. Roberts.
Sie starb 2006. Zusammen haben sie zwei Kinder.